# Łukasz Matecki
Łukasz Matecki (ur. 30 listopada 1972 w Złotoryi) – aktor teatralny i filmowy, ukończył Państwową Wyższą Szkołę Teatralną w Krakowie (filia we Wrocławiu). Aktor teatru Scena Współczesna oraz Teatru Kamienica w Warszawie.
Mąż aktorki Anny Mateckiej, mają syna Feliksa, aktora dziecięcego.

## Filmografia
- od 2023 – Korona królów Jagiellonowie – medyk Hiszpan

- 2016 – Na Wspólnej – (prawnik Piotr Kornacki, ojciec Tosi)[3]
- 2016 – Bodo – odc. (9)
- 2016 – Matka – (Rode)
- 2015 – Komisarz Alex – (Jakub Kwieciński) – odc. ŚMIERTELNY UPADEK (83)
- 2015 – Ojciec Mateusz – (Andrzej Szczawnicki)- odc. PANACEUM (174)
- 2015 – Strażacy – (policjant)- odc. 6
- 2015 – Zbrodnia – (Robert Olszecki)
- 2013 – Prawo Agaty – (sędzia Jaśkiewicz) – odc. (47)
- 2009-2010 – „Na dobre i na złe” – (Wojciech Sarnecki, ojciec Blanki) – odc. NOC POŚLUBNA (375), TAJEMNICA WIKTORII (376), KONFRONTACJA (377), WERYFIKACJA (378), DAR OD LOSU (379), PACJENT Z IMPORTU (381), OJCOWSKI DEBIUT (382), IZBA PRZYJĘĆ (384), KABAŁA (386), BŁĄD W PRZESZŁOŚCI (387), LEGIONISTA (388), ZARĘCZYNY (389), RUDY (390), OBCA W MIEŚCIE (391), SZTUKA ROZUMIENIA (392), WIRTUALNE ŻYCIE (399), BOLESNE POŻEGNANIE (403), WALENTYNKOWA NIESPODZIANKA (410), ŻYCIE TO NIE ŻART (411)
- 2006 – Pensjonat pod Różą – (Darek) – odc. UKŁAD... (102), UKŁAD (103)
- 2005 – Kryminalni – (pracownik agencji reklamowej) – odc. BŁĘKITNY POKÓJ (17)
- 2003-2005 – Defekt – (pracownik ABW)
- 2003 – Na Wspólnej – (Piotr, kolega Grzegorza Zięby)
- 2001 – Na dobre i na złe – (Łukasz, gangster strzelający przed rokiem do Walickiego) – odc. ROZLICZENIE Z PRZESZŁOŚCIĄ (81)
- 2000-2001 – Adam i Ewa – (fotoreporter)
- 2000-2001 – Miasteczko
- 2001 – Na dobre i na złe – (kierowca) – odc. WYZNANIE (34)
- 2000 – Twarze i maski – DWIE ROLE. ROK 1983 (5)
- 1999 – Torowisko – („Mały”, człowiek „Dzikiego”)
- 1998-1999 – Życie jak poker – (policjant)
- 1997 – Klan – (kelner)